# Assedio di Masada
L'assedio di Masada (o Massada, in ebraico Metzada) è stato l'episodio che concluse la prima guerra giudaica, nel 73. Nel 66 la fortezza di Masada  era stata conquistata da un migliaio di Sicarii che vi si insediarono con donne e bambini; quattro anni dopo (nel 70), una volta caduta Gerusalemme, vi trovarono rifugio gli ultimi strenui ribelli zeloti non ancora disposti a darsi per vinti. L'esercito romano, guidato da Lucio Flavio Silva, affrontò in un arduo assedio questo nutrito gruppo di ribelli che si erano arroccati nella fortezza considerata inespugnabile a cagione delle avversità che presentava il luogo nei confronti di eventuali assedianti. Nonostante ciò, i Romani conquistarono la cittadella trovandovi i cadaveri di quasi tutti gli assediati, dovuti a un suicidio di massa.

## Contesto storico
Nel 66, il procurator Augusti della Giudea, Gessio Floro, pretese che fossero prelevati diciassette talenti dal Tempio e, trovando una forte opposizione da parte degli ebrei, mandò avanti i propri soldati, che provocarono la morte di 3 600 persone. In seguito Floro, con il pretesto di avere una dimostrazione di fedeltà da parte dei Giudei, ordinò che accogliessero due coorti dell'esercito romano che si stavano dirigendo a Gerusalemme da Cesarea. Le coorti avevano l'ordine di attaccare la folla qualora questa avesse insultato Floro, cosa che avvenne, provocando un altro intervento contro la popolazione; le coorti, facendo uso della forza per raggiungere la fortezza Antonia, il forte di Gerusalemme a ridosso del Tempio, vennero assalite dalla popolazione, perciò Floro, sedata l'agitazione, disse che sarebbe partito da Gerusalemme per andare a Cesarea, lasciando un presidio all'Antonia.
Floro, alla presenza del governatore di Siria Gaio Cestio Gallo, dichiarò che erano stati i Giudei ad iniziare i disordini. Dopo la visita a Gerusalemme degli ispettori di Cestio, che diede ragione ai Giudei, la situazione sembrò distendersi, ma le frange ebraiche più radicali diedero inizio alla guerra occupando Masada, sterminandone la guarnigione romana, mentre Eleazaro ben Simone, sacerdote del Tempio, proibì di eseguire i consueti sacrifici in favore dei Romani e occupò il Tempio. Floro inviò duemila cavalieri a domare la rivolta, che si era estesa a tutta la città alta. I rivoltosi, guidati da un certo Menahem, incendiarono gli edifici romani della città, mentre il sommo sacerdote del Tempio, Anania, venne assassinato fuori città. Menahem venne ucciso a sua volta quando fu raggiunto dagli uomini di Eleazaro, e i pochi seguaci scampati fuggirono a Masada.
Due anni più tardi, nel 68, la fortezza di Masada, costruita dal re Erode il Grande tra il 37 ed il 31 a.C. per nascondervi i suoi tesori in caso di guerra, venne occupata da una banda detta dei Sicarii, che fino a quel momento si era limitata a saccheggiare il territorio limitrofo, rubacchiando solo lo stretto necessario per vivere, poiché la paura conteneva la loro voglia di estendere le loro rapine. Quando però seppero che l'esercito romano non si muoveva e che Gerusalemme era dilaniata dalla guerra civile, si decisero a intraprendere azioni a più largo raggio.
Il giorno della festa degli Azzimi, che gli ebrei celebrano in ricordo della liberazione dalla schiavitù in Egitto, i predoni di Masada diedero l'assalto a una cittadina di nome Engadde, compiendovi un massacro in cui persero la vita anche settecento tra donne e bambini. Saccheggiarono le case e s'impadronirono delle riserve di prodotti agricoli trasportando tutto il bottino a Masada. Poi fu la volta di altri villaggi nei dintorni della fortezza, che furono presi d'assalto mentre le file di questi briganti andavano a ingrossarsi sempre più. Altre bande armate, che fino a quel momento erano rimaste tranquille, insorsero in diverse parti della Giudea. E così la guerra civile fece sì che i briganti potessero compiere rapine e saccheggi con grande rapidità, senza che nessuno potesse bloccarli o punirli. Non c'era infatti territorio della Giudea che non fosse stato devastato, come lo era, invece per altri motivi, quello della sua capitale, Gerusalemme.

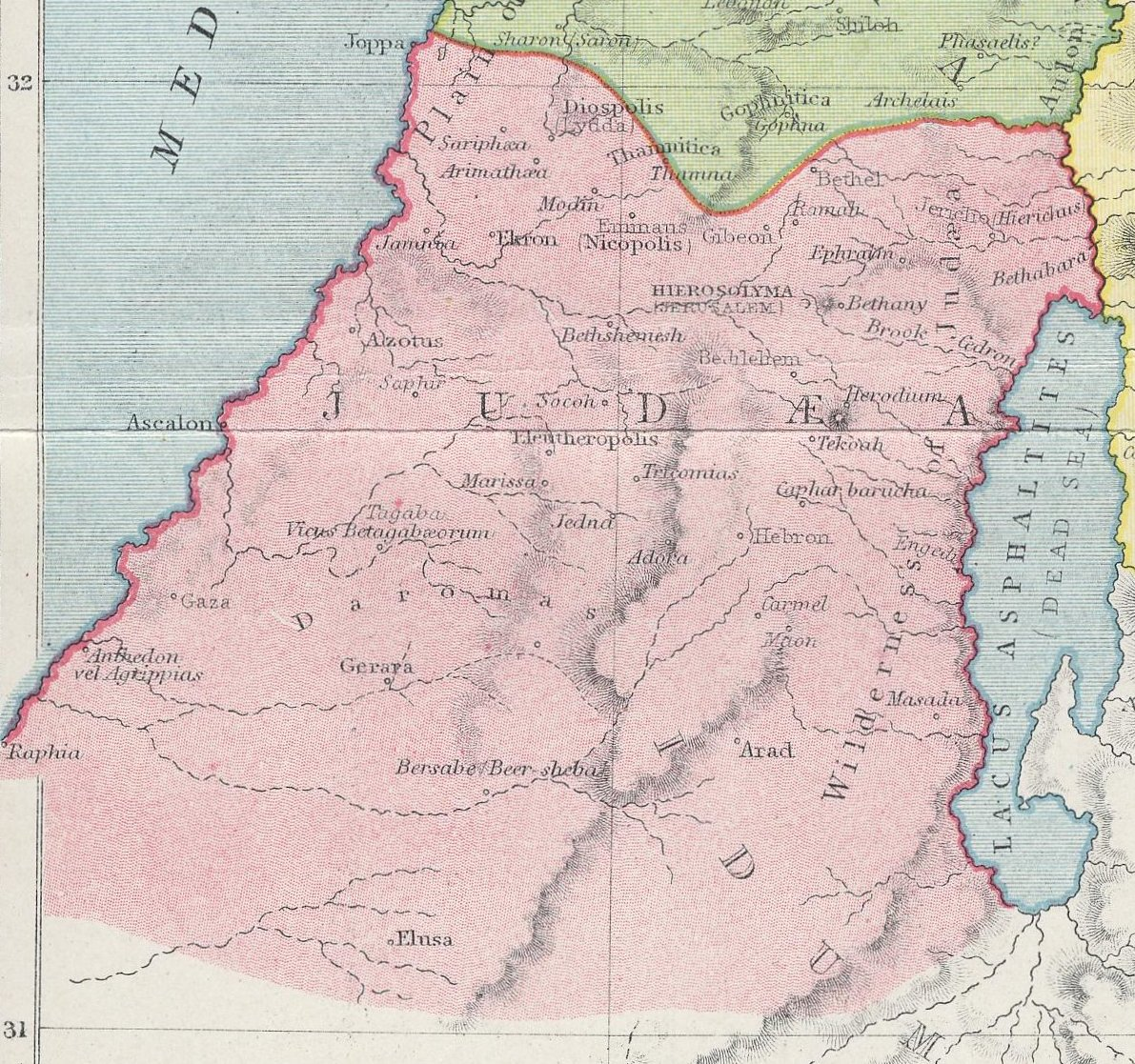
Mappa della Giudea, principale teatro di guerra della prima guerra giudaica.

La guerra contro i Giudei proseguì fino a quando Tito Cesare, portò a termine il lungo assedio di Gerusalemme (nel 70). Nel corso dell'inverno successivo si recò a Berito. Riprese il cammino e in tutte le città della Siria in cui passò, offrì magnifici ludi utilizzando i prigionieri giudei. Il popolo di Antiochia, quando seppe che il comandante romano era vicino, gli mosse incontro e si dispose ai margini della strada fra grandi acclamazioni, accompagnandolo fino in città. Qui lo pregarono di cacciare i Giudei ma Tito non acconsentì. Proseguì fino a Zeugma sull'Eufrate, dove lo aspettava un'ambasceria di Vologase I di Partia con una corona d'oro per la vittoria sui Giudei. Tornato in Siria decise di far ritorno in Egitto. Passò nuovamente da Gerusalemme e di fronte alla devastazione, ricordando l'antico splendore della città, si commosse. Proseguì fino a raggiungere Alessandria d'Egitto. Qui, prima di imbarcarsi per l'Italia, inviò alle sedi di provenienza le due legioni che l'avevano accompagnato, la legio V Macedonica in Mesia e la legio XV Apollinaris in Pannonia.
Quanto ai prigionieri, dispose di mandare subito in Italia i due capi, Simone e Giovanni, insieme ad altri 700, scelti per statura e prestanza fisica, per trascinarli in catene nel trionfo. Il viaggio per mare fu felice e Roma gli riservò un'accoglienza entusiastica come era accaduto in passato a suo padre, Vespasiano, che lo attendeva nella capitale con il fratello, Domiziano. Pochi giorni più tardi, Vespasiano dispose di celebrare un unico trionfo, sebbene il senato ne avesse decretato uno per ciascuno. Una volta avvisati sulla data della celebrazione, gli abitanti di Roma uscirono a prendere posto dovunque si potesse, lasciando libero solo il passaggio per far sfilare il corteo.
Sesto Lucilio Basso, che era stato inviato in Giudea come legatus Augusti pro praetore, ricevendo le consegne da Sesto Vettuleno Ceriale, dopo aver preso la fortezza di Herodion con tutta la guarnigione, riunì insieme alla legio X Fretensis anche le forze ausiliarie che si trovavano distaccate in vari forti e fortini della zona, e decise di marciare contro Macheronte. Era, infatti, assolutamente necessario conquistare questa fortezza, per evitare una nuova rivolta. Dopo una breve resistenza, la fortezza capitolò in mano romana grazie ad uno stratagemma. Un giovane e coraggioso di Macheronte era stato fatto prigioniero dai Romani. Dopo aver dato ordine di denudarlo e flagellarlo, Basso si accorse che i Giudei furono profondamente turbati per la sorte del giovane, lamentandosi e gemendo per l'accaduto. Al notare ciò, il comandante romano volle portare il loro dolore all'esasperazione in modo da costringerli a consegnare la fortezza in cambio della grazia al giovane, tanto che le sue speranze non andarono deluse.
(Giuseppe Flavio, La guerra giudaica, VII, 6.4.202-205.)

### Casus belli
Al governo della Giudea, succedette Lucio Flavio Silva, poiché Sesto Lucilio Basso era morto improvvisamente (nel 72). Il nuovo governatore, avendo osservato che tutta la regione era stata sottomessa tranne un'unica fortezza ancora in mano ai ribelli, radunò la sua armata e marciò su di essa. Si trattava di Masada. Essa era stata occupata dai Sicarii, che avevano eletto quale loro capo Eleazar Ben Yair, un uomo potente, discendente da quel Giuda che aveva persuaso molti Giudei a sottrarsi al censimento fatto nel 6-7 d.C. da Publio Sulpicio Quirinio in Giudea.

## Forze in campo
Romani
Lucio Flavio Silva, che era stato inviato in Giudea come legatus Augusti pro praetore verso la seconda metà del 72, poiché il precedente governatore, Sesto Lucilio Basso, era morto, riunì insieme alla legio X Fretensis le forze ausiliarie che si trovavano distaccate in vari forti e fortini della zona, e decise di marciare contro Masada. Era necessario conquistare l'ultima roccaforte in mano ai Giudei.
Sicarii
Sappiamo che in quel periodo, i Sicarii ordirono una congiura contro quelli che erano disposti a sottomettersi ai Romani, combattendoli come se fossero nemici, depredandoli dei loro averi e del loro bestiame, appiccando il fuoco alle loro case. Essi sostenevano che non vi fosse nessuna differenza fra loro e gli stranieri, poiché si erano ormai rassegnati a perdere la loro libertà per la quale i Giudei avevano tanto lottato. In realtà, se inizialmente si unirono ai Giudei nella ribellione, prendendo parte attiva nella guerra contro i Romani, in seguito compirono atrocità terribili verso chi denunciava le loro malefatte.

## Assedio

### Opere d'assedio romane e primi scontri

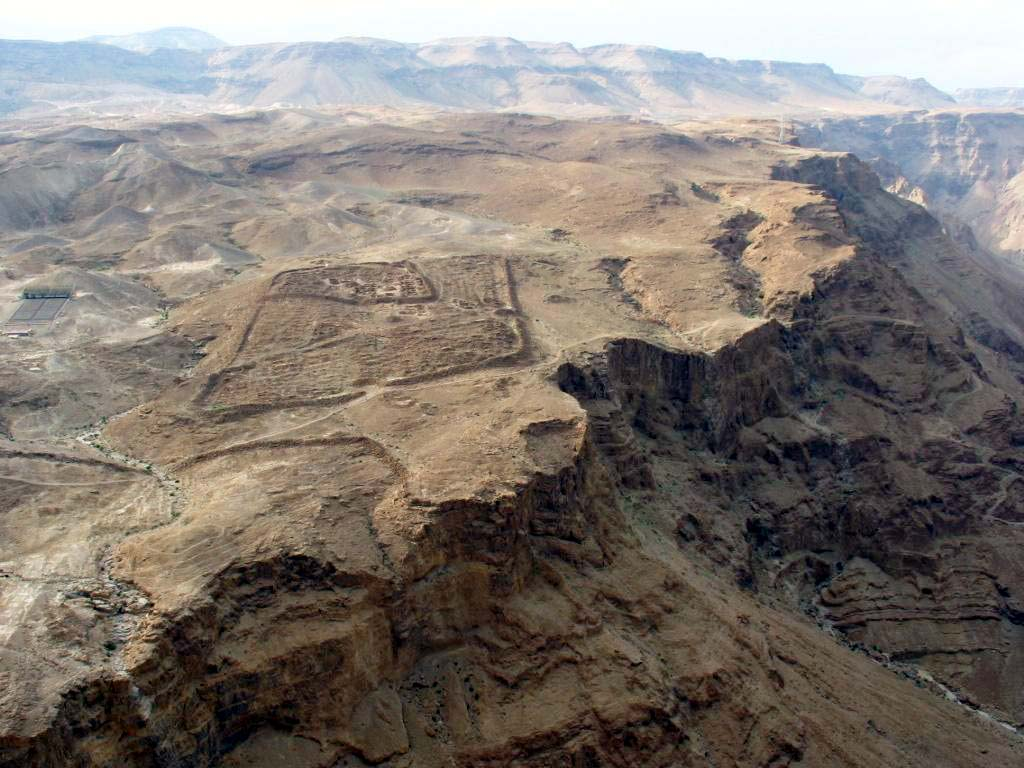
Il campo trincerato della legio X Fretensis fu posto dove le pareti a strapiombo della fortezza risultano più prossime alla vicina montagna

Il comandante romano mosse contro Eleazar e la sua banda di sicarii che occupavano Masada, assicurandosi prima il controllo dell'intera zona circostante, stabilendovi presidi nei luoghi più opportuni. Subito dopo innalzò un muro tutt'intorno alla fortezza, perché nessuno degli assediati potesse fuggire, e vi pose a guardia delle sentinelle.
Si accampò quindi con la legio X Fretensis per condurre le operazioni d'assedio, dove le pareti a strapiombo della fortezza risultano più prossime alla vicina montagna, anche se risultava in posizione poco comoda per i rifornimenti. Qui infatti le vettovaglie e l'acqua dovevano essere trasportate da lontano, con grande pena dei Giudei addetti a questo lavoro, poiché sul luogo non vi era neppure una sorgente. Disposto tutto ciò, Silva si dedicò all'assedio, che richiese grande abilità strategica e sforzi non indifferenti per la straordinaria solidità della fortezza.

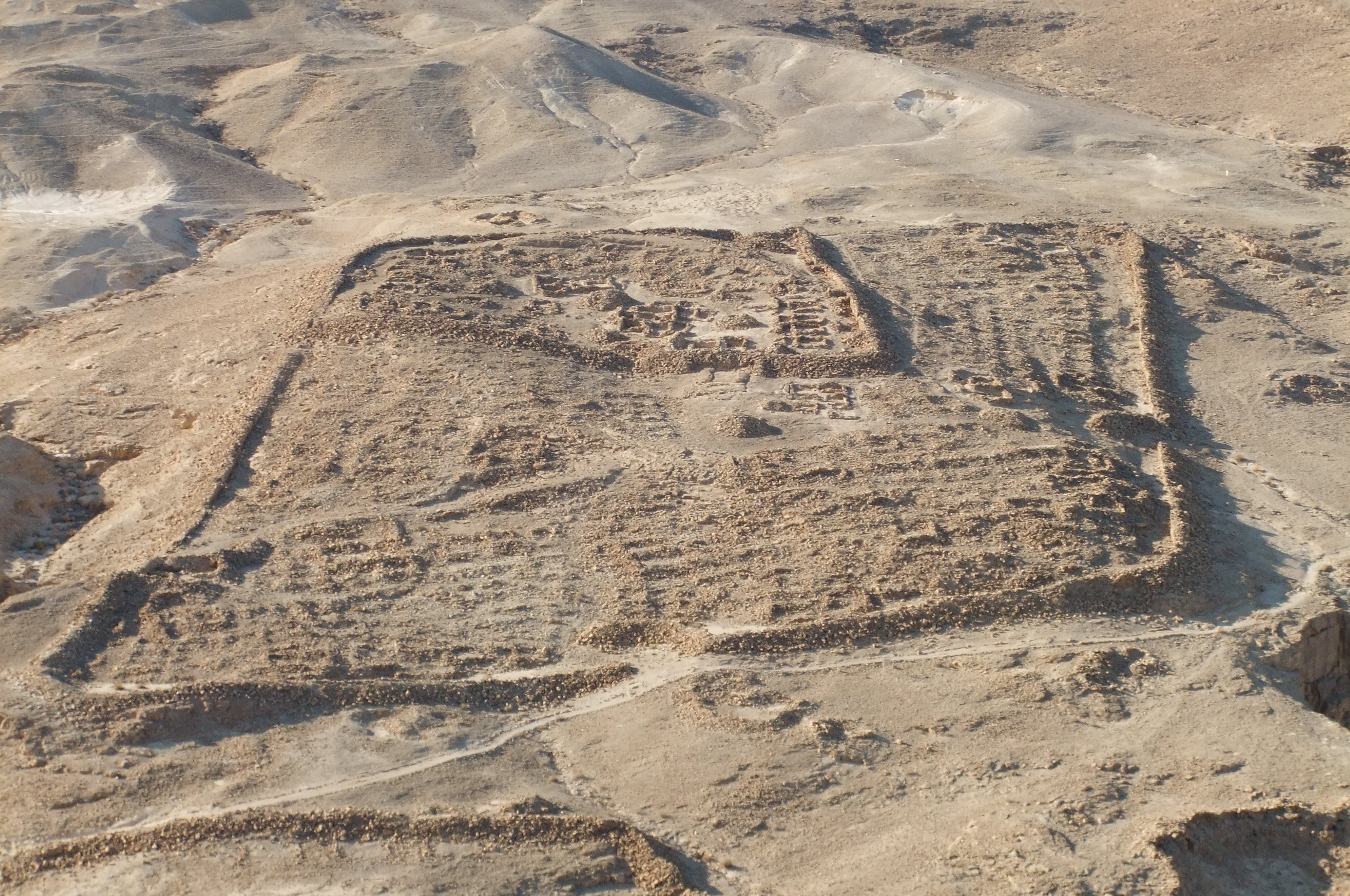
Il campo romano "F", ovvero quello della legio X Fretensis 31°19′13.39″N 35°20′58.76″E.
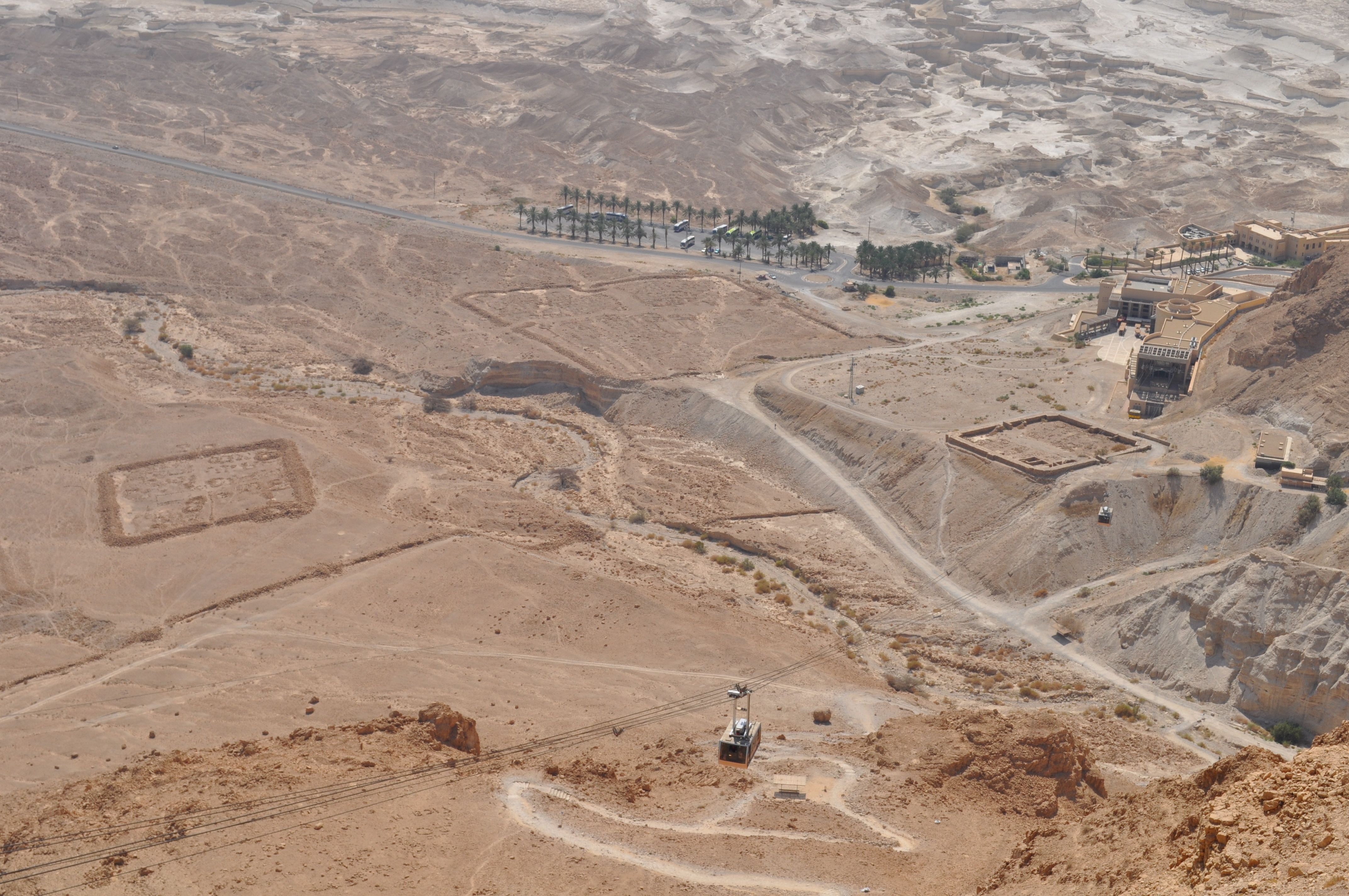
I forti romani "A", "B" e "C".
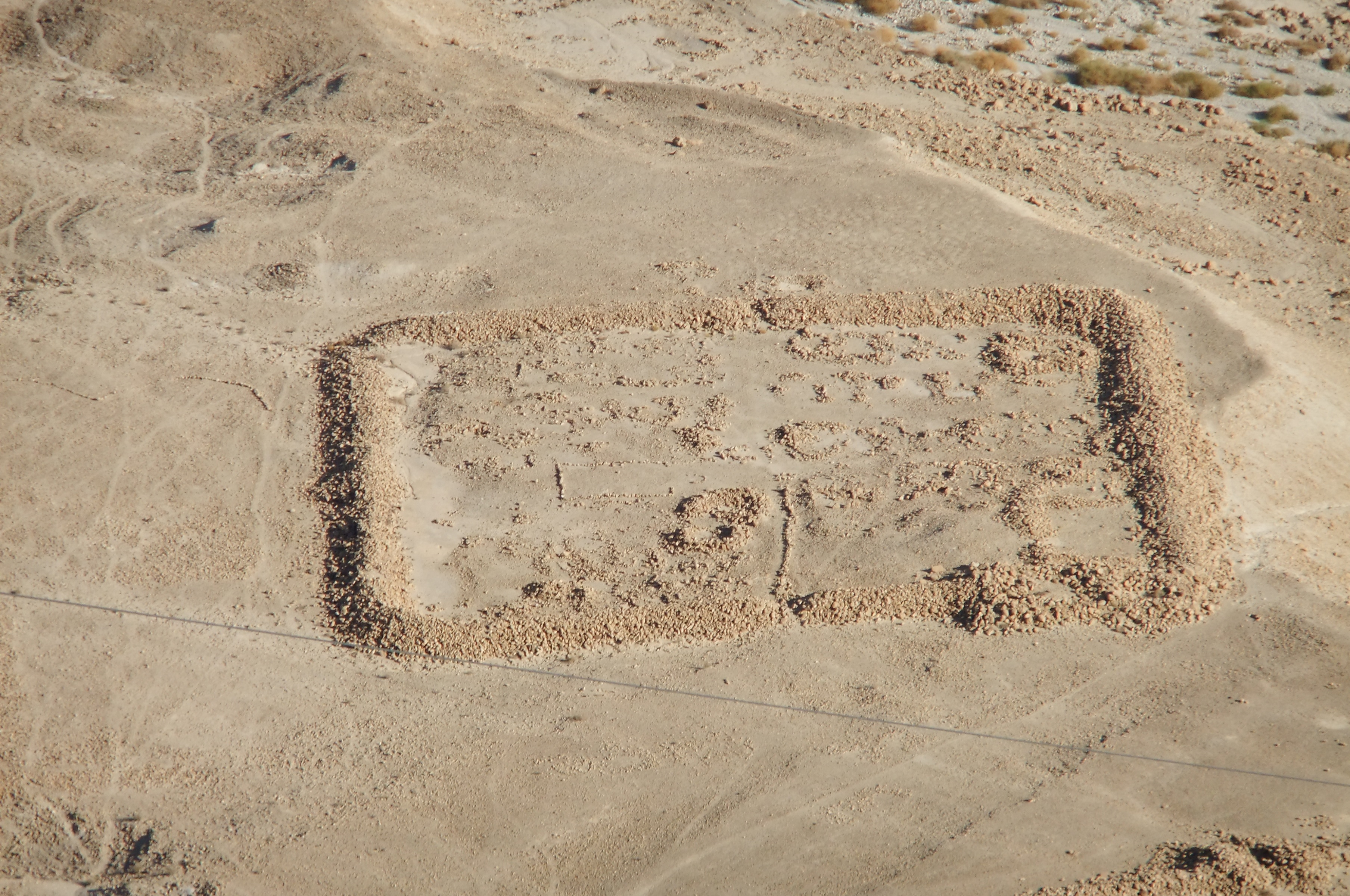
Il campo romano "C".

### Opere difensive di Masada

La fortezza di Masada: 1 - Porta del Cammino del Serpente; 2, 5 e 8 - Abitazioni dei sicarii; 4, 9, 11 - Cisterna; 6 - bagno spirituale; 7 - Porta sud; 10 - Fortezza meridionale; 12, 15, 16 - Palazzo; 17 - Bagno pubblico; da 18 a 21 - Palazzo occidentale; 25 - Sinagoga; 27 - Edificio della guarnigione; dal 28 al 39 - Palazzo settentrionale; da 37 a 39 - Residenza di Erode.

La fortezza di Masada si presentò ai Romani come un massiccio roccioso di non piccole dimensioni e di ragguardevole altezza. Era circondata tutt'intorno da profondi burroni, che —dice Giuseppe Flavio— «nessun essere vivente potrebbe scalare», tranne in due punti dove è possibile ascendere, seppure con non poche difficoltà. Questi due soli punti di accesso sono: uno a oriente, al termine della pista che giunge dal lago Asfaltite e chiamata "sentiero del Serpente", l'altro a occidente, dove giunge una pista di miglior accesso.
Il primo che vi costruì una fortezza fu il sommo sacerdote Gionata, e la chiamò Masada. In seguito il re Erode il Grande ne rafforzò l'impianto iniziale (tra il 37 a.C. e il 31 a.C.). Egli costruì intorno al pianoro sommitale un muro di pietra bianca lungo sette stadi (pari a 1 300 metri), alto dodici cubiti (5,3 metri), spesso otto (3,5 metri), lungo il quale furono poste 37 torri, alte ciascuna cinquanta cubiti (22 metri) e da queste si poteva accedere ai locali adiacenti, costruiti a ridosso del muro di cinta.
Erode poi preferì lasciare libera, per la coltivazione, la spianata, poiché si trattava di un terreno più fertile e più soffice di qualsiasi altro campo in pianura. In questo modo egli aveva previsto, in caso di assedio, di poter procurare alla popolazione tutte le risorse alimentari necessarie. Costruì quindi una reggia ai margini delle pendici verso occidente, ad un livello più basso del muro di cinta. Le mura perimetrali della reggia erano molto imponenti, con quattro torri angolari alte sessanta cubiti ciascuna (26,7 metri). L'interno della reggia aveva sale, porticati, bagni, ciascuno di varia fattura. Ovunque erano state poste colonne monolitiche, mentre le pareti e i pavimenti erano fatti con pietre di varia natura.
La fortezza era arroccata su tre diversi livelli verso lo strapiombo sul lato nord della rupe, dotata di terme con caldaia centrale, magazzini sotterranei ed ampie cisterne per la raccolta dell'acqua. Una mulattiera sotterranea conduceva dalla reggia alla sommità. E se il "cammino del serpente" risulta per natura quasi impraticabile, quello che saliva da occidente, fu sbarrato da Erode nel punto più stretto con una grande torre, pressoché impossibile da espugnare. Queste erano in  sintesi le difese naturali e artificiali che la fortezza poteva opporre agli assalti dei Romani.
Vi è da aggiungere che eccellente era il modo di conservazione delle provviste che vi potevano essere immagazzinate. Era stata, infatti, ammassata una grande quantità di grano, oltre a vino e olio, datteri e ogni sorta di legumi. Quando Eleazar, insieme con la setta dei sicarii, occupò la fortezza, trovò un'abbondanza di viveri in perfetto stato di conservazione. Venne, inoltre, trovata un'ingente quantità di armi di vario tipo, lasciate dal re e che Giuseppe Flavio dice fossero sufficienti a diecimila armati, oltre a ferro non lavorato, bronzo e piombo.
Sembra che Erode avesse nascosto a Masada tali provviste per rifugiarsi nell'eventualità che il popolo dei Giudei fosse insorto per abbatterlo e restaurare la dinastia precedente oppure nel caso in cui la regina d'Egitto, Cleopatra, avesse ottenuto da Marco Antonio la sua testa 
- il trono del regno di Giudea, cosa che per la verità non avvenne, con lo stupore dello stesso Flavio, essendo Antonio schiavo del suo amore verso la regina egiziana. Per questi timori Erode aveva fortificato Masada, che poi sarebbe diventata l'ultima fatica per i Romani nella loro guerra contro i giudei.[13]

### Assalto romano alla fortezza: costruzione di una rampa d'assedio e di un ariete

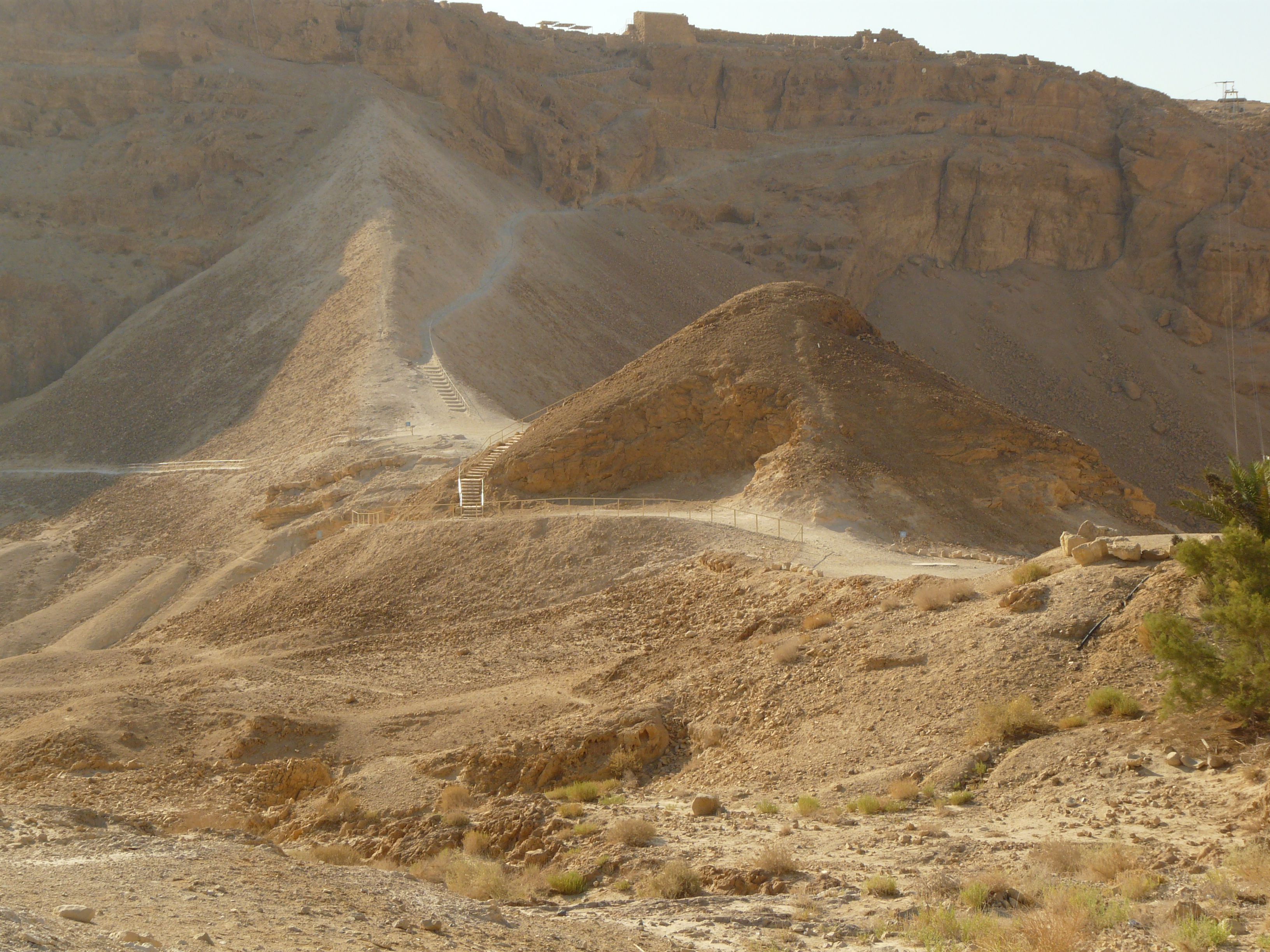
La rampa d'assedio vista dal basso, al di sopra della quale venne montata una gigantesca torre ricoperta di ferro e un ariete.

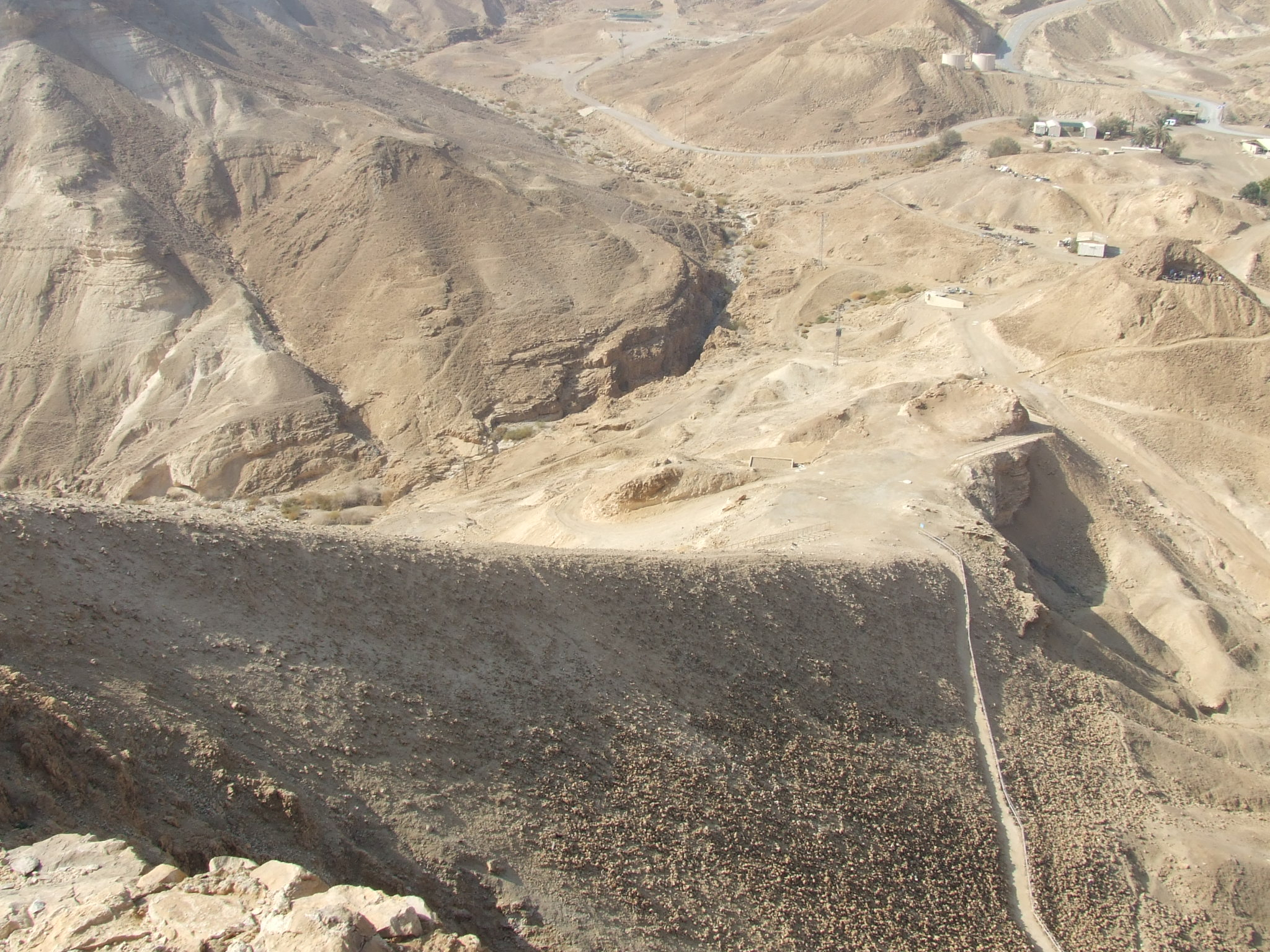
La rampa d'assedio romana vista dall'alto della fortezza di Masada.

Dopo aver circondato la fortezza con una linea di circonvallazione, facendo in modo che nessuno potesse fuggire, il comandante romano diede inizio alle operazioni di assedio, nell'unico punto dove era possibile costruire una rampa d'assedio. E se gli assediati potevano disporre all'interno della fortezza di ingenti riserve di acqua e viveri, gli assedianti, che si trovano in una pianura arida, furono costretti a ricevere ogni giorno approvvigionamenti per 16 tonnellate di viveri e 19 000 litri di acqua, portati complessivamente da circa 400 asini.
Alle spalle della torre che dominava il sentiero che ad occidente s'inerpicava verso la reggia, si trovava una grossa prominenza rocciosa, sufficientemente larga, che andava sviluppandosi in altezza fino a 300 cubiti (133 metri circa) sotto il livello delle mura di Masada. Questa rampa naturale era chiamata "Bianca". Lucio Flavio Silva dispose di occuparla e ordinò all'esercito di costruirvi sopra un terrapieno. I legionari romani, presi da grande ardore, cominciarono ad elevarvi un solido terrapieno dell'altezza di duecento cubiti (89 metri circa) per colmare il dislivello di 133 m rispetto alla fortezza. E poiché non fu giudicato sufficientemente stabile ed alto per piazzarvi le macchine d'assedio, venne costruita sopra un'ulteriore piattaforma di grossi blocchi uniti insieme, dell'altezza e larghezza di ulteriori cinquanta cubiti (22 metri circa).
In sostanza si erano andati a colmare 111 m dei 133 m di dislivello. Ne mancavano ancora una ventina. Si provvide, pertanto, a costruire macchine simili a quelle realizzate da Vespasiano e Tito per i loro precedenti assedi oltre ad una gigantesca torre d'assedio, alta sessanta cubiti (quasi 27 metri), tutta ricoperta di ferro, dall'alto della quale i Romani, poterono scagliare proiettili sugli assediati, grazie ad un gran numero di catapulte e baliste, in modo da ottenere che i difensori si allontanassero da quel tratto di mura. Contemporaneamente Flavio Silva, costruì anche un grosso ariete e dispose di colpire continuamente il muro, fino a quando non lo fece crollare. I sicarii però, erano riusciti a costruire nel frattempo un altro muro, più interno e capace di smorzare la violenza dei colpi. Il muro risultava costruito nel seguente modo:
- furono prima di tutto congiunte fra loro alle estremità delle grosse travi, ciascuna attaccata all'altra nel senso della lunghezza;[14]
- disposero verticalmente queste strutture, a due a due, l'una di fronte all'altra, a distanza pari allo spessore di un muro. Riempirono poi lo spazio così creato  gettandovi della terra;[14]
- per evitare che nell'intercapedine la terra si sollevasse e fuoriuscisse sotto l'azione dei colpi, congiunsero quelle disposte per lungo con altre trasversali.[14]

Esse sembravano perciò un'opera in muratura, ma i proiettili erano smorzati nel loro impatto e facevano sì che la terra si compattasse sempre più. A questo punto Flavio Silva ritenne più opportuno che si procedesse con il fuoco, e ordinò ai suoi soldati di lanciare delle torce accese contro le travi di legno del muro. Il muro prese fuoco e inizialmente le fiamme si diressero contro i Romani terrorizzandoli, ma all'improvviso il vento prese a spirare da sud e spinse le fiamme contro il muro della fortezza di Masada avvolgendolo. I Romani allora tornarono nell'accampamento, in attesa di scatenare l'attacco decisivo il giorno seguente, quando il muro fosse stato completamente distrutto. Frattanto disposero numerose sentinelle a vigilare durante la notte, affinché nessuno degli assediati potesse fuggire.

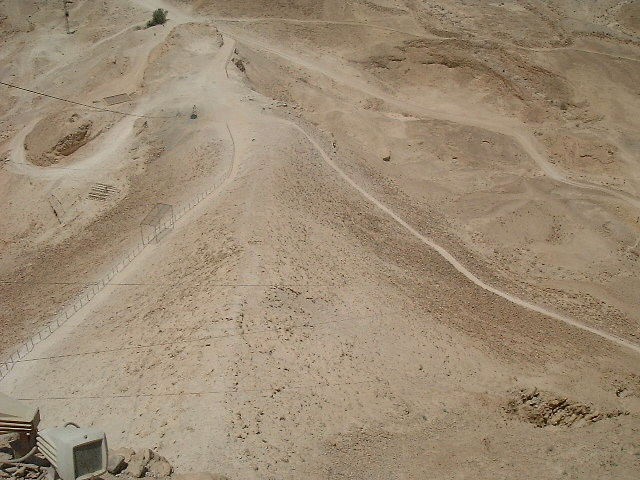
Resti della rampa d'assedio (dall'alto, dettaglio).
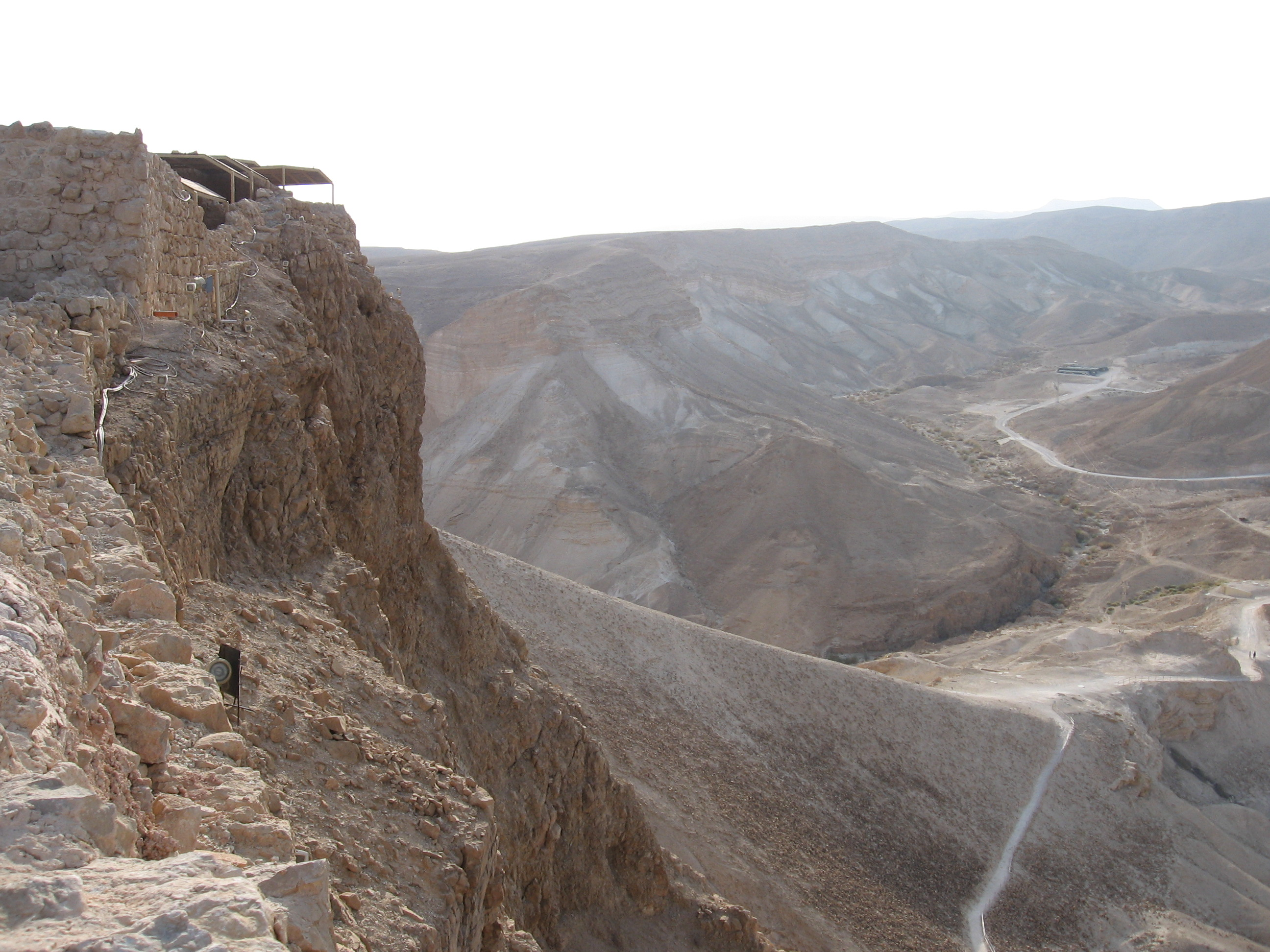
La rampa d'assedio vista di lato, dall'alto di Masada.

### La fine dell'assedio: suicidio di massa deisicarii
Resosi conto della disfatta ormai imminente, il capo zelota Eleazar Ben Yair, non avendo alcuna intenzione di fuggire, né di permettere a nessun altro dei suoi di farlo, immaginò quello che i Romani avrebbero fatto a loro, ai figli e alle mogli, e considerò che l'unica opzione per loro fosse il suicidio collettivo. Raccolse i più fedeli fra i suoi uomini e li spronò ad aiutarlo in questo proposito, cercando di convincere tutti a seguirlo e a darsi la morte. Le sue parole non suscitarono le stesse reazioni da parte di tutti i presenti. Alcuni furono decisi a porre in atto la sua esortazione, altri invece provarono compassione per mogli e figli, e con le loro lacrime dimostrarono di non essere pronti al sacrificio. Allora Eleazar, vedendo questi ultimi tanto spaventati, temette che con i loro gemiti avrebbero scoraggiato anche quelli che invece avevano accolto questa proposta in modo favorevole. E così rivolse a loro un nuovo incitamento, ricordando loro l'immortalità dell'anima. I presenti allora, spinti dalle parole di Eleazar, in un moto d'incitamento come invasati, cercarono l'uno di precedere l'altro per dar prova di coraggio e per non essere tra gli ultimi a morire, uccidendo mogli, figli e sé stessi.
(Giuseppe Flavio, La guerra giudaica, VII, 9.1.391-392.)
Alla fine tutti uccisero l'uno sull'altro i loro cari, poi non sopportando più lo strazio per quello che avevano fatto, radunarono i loro averi e vi appiccarono il fuoco. Estratti infine a sorte dieci fra loro col compito di uccidere tutti gli altri, si sdraiarono ciascuno accanto ai corpi di moglie e figli e, abbracciandoli, si fecero tagliare la gola da chi era stato incaricato di farlo. In seguito, anche costoro, dopo aver ucciso tutti, stabilirono un nuovo sorteggio tra loro: quello designato fu costretto prima ad uccidere gli altri nove e poi se stesso. Quest'ultimo dopo aver ucciso gli altri nove, si guardò intorno, per vedere se fosse rimasto ancora qualcuno bisognoso della sua mano; poi, quando fu certo che tutti fossero morti, appiccò un incendio alla reggia, si conficcò la spada nel corpo e stramazzò a terra accanto ai suoi familiari. Si salvarono solo due donne, un'anziana e una parente di Eleazar e cinque bambini nascondendosi nei cunicoli sotterranei che trasportavano l'acqua potabile. Le vittime totali furono 960, comprese donne e bambini. Era il 15 del mese di Xanthico (marzo del 73).

## Conseguenze
Quando all'alba i Romani iniziarono l'attacco finale, gettando passerelle per avanzare dal terrapieno, rimasero stupiti per la totale mancanza di resistenza. Una volta scavalcate le mura trovarono la fortezza desolata e gli edifici in fiamme, senza capire cosa fosse realmente accaduto. Per vedere se si facesse vivo qualcuno  levarono un grido che i sopravvissuti udirono e usciti dal nascondiglio raccontarono ai Romani tutti i particolari dell'accaduto. Gli assalitori, meravigliati dinanzi a tanta forza d'animo, cercarono di domare l'incendio e, una volta entrati nella reggia, quando videro quella immane distesa di cadaveri, non provarono esultanza per aver annientato il nemico, ma ammirazione per un nobile gesto.
Occupata così la fortezza, il comandante romano, Lucio Flavio Silva vi lasciò una guarnigione, mentre con il resto dell'esercito tornò a Cesarea marittima. Non rimaneva più alcun nemico nella regione. Era stata completamente sottomessa nel corso della lunga guerra, e molti Giudei residenti in altre province romane furono esposti al pericolo di disordini.
Con la conquista di Masada, cadeva l'ultima roccaforte ebraica che aveva resistito ai romani anche dopo la caduta di Gerusalemme, ponendo fine alla prima guerra giudaica.

## Archeologia dell'assedio
Studi recenti fanno supporre che l'assedio sia durato meno di tre anni come si era creduto: carotaggi effettuati sulla rampa mostrano che la costruzione del sito aveva richiesto circa un paio di mesi. Secondo Jonathan Roth potrebbe essere durato solo 4 o 5 settimane. L'imponente terrapieno è visibile a tutt'oggi dai resti della fortezza, grossomodo dalla parte opposta a quella in cui si arriva dal sentiero del Serpente.
Negli scavi archeologici sono stati trovati i resti di trenta persone, cosa che getta dubbi sul racconto del suicidio di massa.
Sono ancora oggi visibili resti del vallum'' (sorta di limes alto due metri e lungo 5 km, ) e la rampa d'assedio (alta 200 cubiti tra terra e pietre, oltre a 50 cubiti di una piattaforma in legno) nel punto in cui il dirupo era più basso (76 m), sormontata da una torre alta 60 cubiti, tutta ricoperta di ferro, sulla quale i Romani posero catapulte e baliste, oltre a un grande ariete.
Nel 2024 è stato pubblicato uno studio approfondito sulle opere di assedio romane, basato su scavi, indagini sul campo e ricostruzioni a tre dimensioni.
Il muro era composto da sette sezioni separate ed era lungo più di quattro chilometri, con ulteriori 2,5 chilometri edificati al fine di proteggere gli otto accampamenti e le 15 torri costruite lungo e nei pressi del muro. In media, i muri erano spessi due metri e alti circa due metri e mezzo, mentre le torri erano alte circa tre metri e mezzo.